# Fastlane (2019)
Fastlane (2019) là một sự kiện đấu vật chuyên nghiệp trả tiền theo lượt và sự kiện WWE Network được tổ chức bởi WWE dành cho hai thương hiệu Raw và SmackDown. Nó được tổ chức vào ngày 10 tháng 3 năm 2019, tại Quicken Loans Arena ở Clevend, Ohio. Nó là sự kiện thứ năm được tổ chức theo niên đại Fastlane.
Mười trận đấu đã diễn ra trong sự kiện, bao gồm một trong phần trước Kickoff. Ở sự kiện chính, The Shield (Dean Ambrose, Roman Reigns và Seth Rollins) đánh bại Baron Corbin, Bobby Lashley và Drew McIntyre trong trận đấu đồng đội sáu người rằng được quảng cáo sẽ là trận đấu cùng nhau cuối cùng của The Shield. Ngoài ra, còn có các trận đấu khác bao gồm Becky Lynch đánh bại Charlotte Flair bằng luật phạm quy, thêm cô ấy trở lại vào trận đấu tranh đai WWE Raw Women's Championship tại WrestleMania 35, và Daniel Bryan bảo toàn đai WWE Championship bằng cách đánh bại Kevin Owens và Mustafa Ali trong trận đấu ba người.

## Cốt truyện
Sự kiện bao gồm mười trận đấu, bao gồm một trong phần trước Kickoff. Các trận đấu bắt nguồn từ các cốt truyện kịch bản, nơi các đô vật thể hiện nhân vật anh hùng, nhân vật phản diện hoặc nhân vật ít phân biệt hơn trong một sự kiện kịch bản được xây dựng căng thẳng và lên đến đỉnh điểm trong một hoặc loạt trận đấu vật. Kết quả sẽ được xác định trước bởi các nhà viết kịch bản của WWE của hai thương hiệu Raw và SmackDown, với cốt truyện được sản xuất và phát sóng hàng tuần trên hai chương trình Monday Night Raw và Friday Night SmackDown.
Vào ngày 12 tháng 2 tại tập phim SmackDown, Kofi Kingston của New Day trong những phút cuối được thay thế vì chấn thương của Mustafa Ali trong trận gauntlet match để trở thành người cuối cùng tham gia trận đấu tranh đai WWE Championship trong trận đấu Elimination; Kingston đè đếm WWE Champion Daniel Bryan và trụ lại một giờ để đủ điều kiện. Tại Elimination, Bryan bảo toàn WWE Championship trong một trận đấu, với Kingston trở thành đô vật trụ lại. Trong một tập phim SmackDown, Kingston đã có trận tranh đai WWE Champion tại Fastlane trước khi đè đếm Bryan trong trận đấu đồng đội sáu người bao gồm mối thù giữa Kingston, AJ Styles và Jeff Hardy với Bryan, Samoa Joe và Randy Orton. Trong tập phim tuần tiếp theo, Giám đốc WWE Vince McMahon gián đoạn buổi ký giao kèo giữa Bryan và Kingston. Mặc dù Vince ca ngợi Kingston, ông vẫn thay thế anh ta với sự trở lại của Kevin Owens và nhấn mạnh rằng Owens đủ điều kiện cho cơ hội.
Tại Elimination Chamber, The Boss 'n' Hug Connection (Sasha Banks và Bayley) đánh bại Sonya Deville và Mandy Rose, The Riott Squad (đại diện bởi Liv Morgan và Sarah Logan), The IIconnics (Billie Kay và Peyton Royce), Naomi và Carmella, và Nia Jax và Tamina trong trận đấu đồng đội Elimination để trở thành những nhà vô địch đầu tiên Đai WWE Women's Tag Team Championship. Đêm tiếp theo tại Raw, họ, những nhà vô địch, đang ăn mừng chiến thắng nhưng bị gián đoạn bởi Jax và Tamina, và Jax chế nhạo Banks về việc không thể giữ được chức vô địch trong hàng phòng ngự danh hiệu của mình. Trong tập phim tiếp theo, The Boss 'n' Hug Connection đã được lên lịch phải bảo vệ đai trước Jax và Tamina tại Fastlane.
Vào ngày 19 tháng 2 tại tập phim SmackDown, trong suốt cuộc phỏng vấn trong hậu trường, WWE SmackDown Women's Championship Asuka bị gián đoạn bởi Sonya Devile và Mandy Rose. Rose thách thức Asuka trong một trận đấu không-tranh danh hiệu và đánh bại cô ấy do một sự xa cách Lacey Evans. Trong tập phim tuần tiếp theo, Rose được lên lịch có một trận đấu tranh đai trước Asuka tại Fastlane.
Tại Royal Rumble, Becky Lynch đã không thành công bảo toàn đai Women's SmackDown Champion, nhưng sau đó đã tham gia trận Royal Rumble nữ và thắng bằng cách loại Charlotte Flair, dù cô đang gặp chấn thương đầu gối. Sau đó, Lynch đối mặt với nhà vô địch Nữ Raw Ronda Rousey và chọn đối mặt với cô ấy tại WrestleMania 35. Lynch sau đó từ chối kiểm tra y tế sức khỏe cho chấn thương đầu gối của cô sau khi cãi lộn với Flair tại SmackDown. Stephanie McMahon cho Lynch lựa chọn: kiểm tra chấn thương đầu gối của cô hoặc đình chỉ cho đến khi cô ấy làm. Lynch vẫn từ chối và tấn công cả Stephanie và Triple H. Tập tiếp theo tại Raw, nó được công bố rằng Lynch đã kiểm tra y tế, sau đó cô đã xin lỗi về vụ tấn công, đình chỉ đã được dỡ bỏ, nhưng Vince vẫn ghi đè Stephanie và Triple H đình chỉ Lynch 60 ngày và thay thế cô ấy bằng Flair sẽ đấu với Rousey tại WrestleMania. Vào ngày 25 tháng 1 tại tập phim Raw, Lynch bị bắt sau khi tấn công Rousey, Rousey đòi hỏi rằng Lynch phục hồi và đai vô địch ở bên trái trên võ đài.